# شارپ (مجله)
شارپ (انگلیسی: Sharp) نام یک مجلهٔ کانادایی با موضوع سبک زندگی مردان است. آغاز بکار این مجله در سال ۲۰۰۸ بود. «شارپ» هر یک و نیم ماه چاپ می‌شود.
مجلهٔ شارپ موضوعاتی از جمله مُد و فشن، سفر، الکترونیک، اتومبیل، غذا، مشروب و دیگر موضوعات را شامل می‌شود.